# Cosmos 613

Diagrama de una nave Soyuz 7K-T.

Cosmos 613 fue el nombre dado al tercer lanzamiento de prueba no tripulado de una nave Soyuz 7K-T, el 30 de noviembre de 1973 desde el cosmódromo de Baikonur.
El lanzamiento tuvo lugar correctamente y la nave fue insertada en una órbita con un perigeo de 199 km y un apogeo de 276 km, con una inclinación orbital de 51,6 grados y un período orbital de 89,3 minutos. Tras 60 días en órbita la cápsula fue recuperada sin problemas el 29 de enero de 1974.